# Torre Cepsa
A Torre Cepsa (anteriormente conhecida como Torre Caja Madrid ou Torre Repsol), é um dos quatro arranha-céus que formam o Cuatro Torres Business Area, o maior centro financeiro da cidade de Madrid. Em 2016, era também o maior arranha-céu da Espanha e o quinto da União Europeia. O edifício foi inaugurado em 2009, tendo 249 metros de altura e 46 andares.